# Калројт
Калројт (њем. Kalchreuth) општина је у њемачкој савезној држави Баварска. Једно је од 25 општинских средишта округа Ерланген-Хехштат. Према процјени из 2010. у општини је живјело 3.058 становника. Посједује регионалну шифру (AGS) 9572137.

## Географски и демографски подаци
Калројт се налази у савезној држави Баварска у округу Ерланген-Хехштат. Општина се налази на надморској висини од 413 метара. Површина општине износи 10,9 km². У самом мјесту је, према процјени из 2010. године, живјело 3.058 становника. Просјечна густина становништва износи 282 становника/km².

## Међународна сарадња
| Мјесто | Држава    | Врста сарадње | Од    |
| ------ | --------- | ------------- | ----- |
|        | Француска | партнерство   | 1993. |
| Извор  |           |               |       |